# Ludwik XV
Ludwik XV, zw. Ukochanym (ur. 15 lutego 1710 w Wersalu, zm. 10 maja 1774 tamże) – król Francji i Nawarry od 1715, gdy zmarł jego pradziadek Ludwik XIV, z dynastii Burbonów.
Jego ojcem był Ludwik Mały Delfin, a matką Maria Adelajda Sabaudzka. Pierwsze osiem lat rządy regencyjne sprawował książę Filip II Orleański. Za pełnoletniego Ludwik XV uznany został już w wieku 13 lat i wtedy też objął bezpośrednie rządy. Mając lat 15, poślubił starszą o 7 lat córkę polskiego króla Stanisława Leszczyńskiego, Marię. Stanisław Leszczyński przebywał wówczas we Francji, po ucieczce z Polski przed powracającym na tron Augustem II Wettinem.
Ludwik XV zaangażował się bezpośrednio w przywrócenie swojego teścia – Leszczyńskiego na tron Polski, zwolniony przez śmierć Augusta II w 1733, wywołując wojnę o sukcesję polską, jednak ostatecznie wycofał się z konfliktu, przekupiony przez Austrię, która ofiarowała Francji Lotaryngię.

## Dzieciństwo

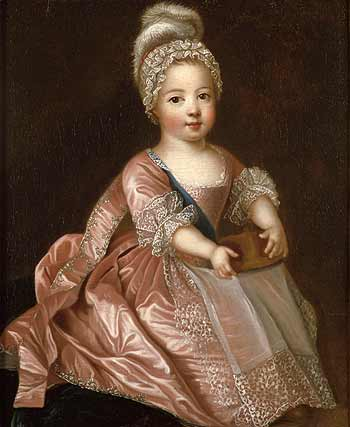
Ludwik XV jako dziecko

Ludwik Burbon, książę Andegawenii, urodził się, kiedy jego pradziadek, król Ludwik XIV, wciąż zasiadał na tronie. Rodzice księcia Andegawenii, Ludwik, książę Burgundii, i Maria Adelajda Sabaudzka byli zgodną i kochającą się parą, co było rzadkością w Wersalu. Ludwik d’Anjou miał starszego o 3 lata brata, Ludwika, księcia Bretanii. Książę Burgundii był najstarszym synem Ludwika Wielkiego Delfina, jedynego syna Ludwika XIV. Miał on młodszych braci, Filipa, króla Hiszpanii, i Karola, księcia de Berry. Ludwik XIV miał więc jednego syna, trzech wnuków i dwóch prawnuków. Wydawało się, że sukcesja domu Burbonów została całkowicie zabezpieczona.
W 1700 r. Filip V został królem Hiszpanii i musiał zrezygnować z praw do francuskiego tronu. Początkowo nie było to problemem dla starego Ludwika XIV. Jednak w kwietniu 1711 r. zmarł nagle Wielki Delfin. Rok później zmarli książę Burgundii i książę Bretanii, a także Maria Adelajda. Ludwik przeżył, ale w 1714 r. książę de Berry zmarł w wyniku obrażeń po upadku z konia.
Tym sposobem w 1714 r. jedynym potomkiem Ludwika XIV mającym prawa do sukcesji było czteroletnie dziecko. Jeśli mały Ludwik umarłby, korona przeszłaby na jego kuzyna, księcia Orleanu. Pojawił się jednak problem, gdyż w takiej sytuacji gotowość objęcia tronu Francji, wbrew wcześniejszym deklaracjom, zgłosił Filip V Hiszpański. Taki krok doprowadziłby do kolejnej wojny europejskiej, na którą wycieńczona wojną o sukcesję hiszpańską Francja nie mogła sobie pozwolić. W tej sytuacji Ludwik XIV uznał swoich dwóch żyjących synów z markizą de Montespan i zrównał ich prawami z książętami krwi włączając w linię sukcesji tronu. Spowodowało to kolejne napięcia w dynastii, a zdrowie małego delfina stało się najwyższym dobrem Francji. 1 września 1715 r. zmarł po 72 latach rządów król Ludwik XIV i korona Francji spoczęła na głowie pięcioletniego Ludwika XV. Koronowany został 25 października 1722 roku w Katedrze Reims.

## Początek panowania. Regencja księcia Orleanu

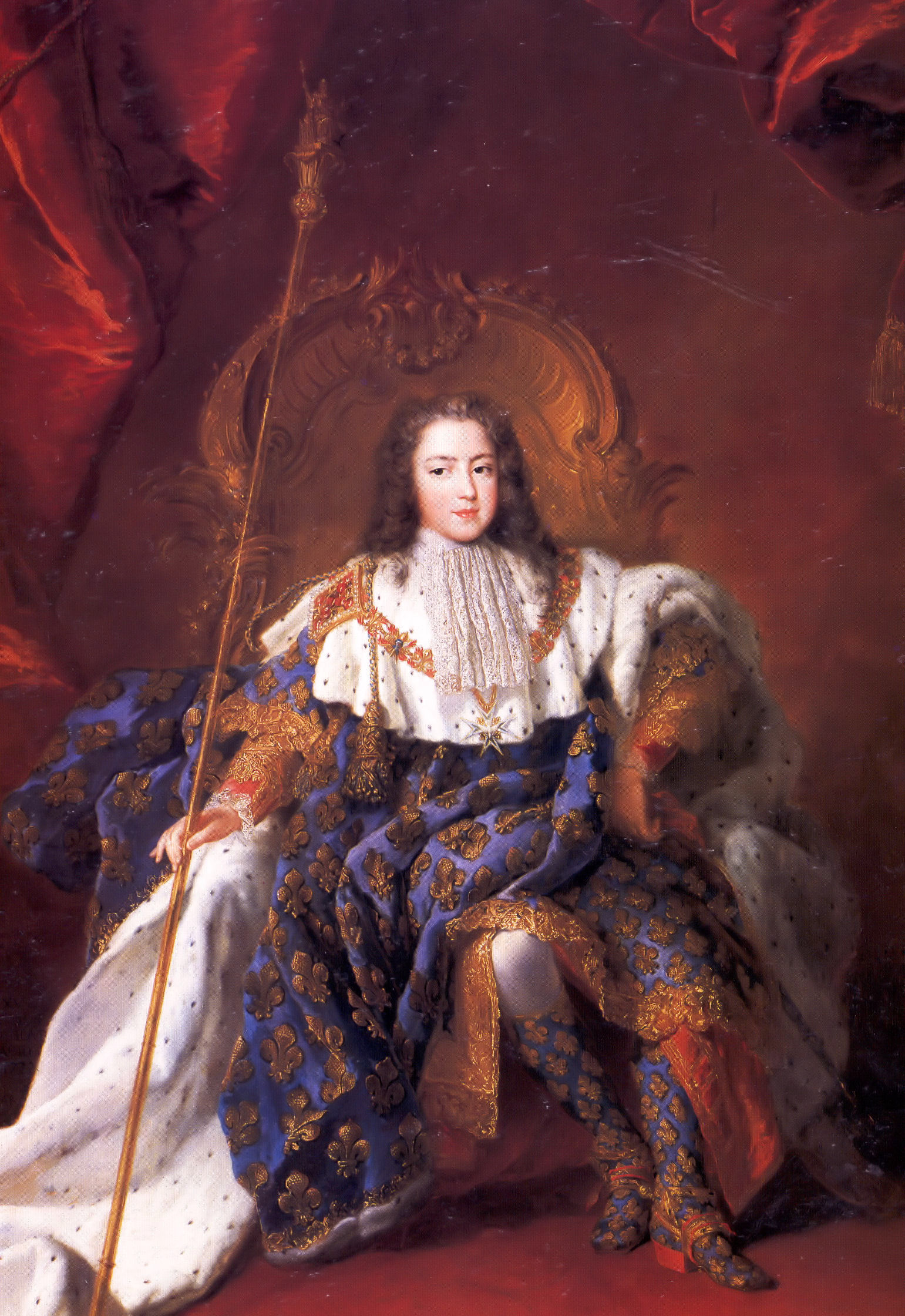
Król Ludwik XV jako nastolatek

W swoim testamencie spisanym w sierpniu 1714 r. król Ludwik XIV legitymizował swoich dwóch nieślubnych synów, księcia Maine i hrabiego Tuluzy. W razie bezpotomnej śmierci Ludwika XV mieli oni objąć tron Francji. Ustanowił również Radę Regencyjną, która miała sprawować władzę za czasów małoletności Ludwika XV. Wtedy jednak na scenę wkroczył książę Orleanu Filip, który przy poparciu stanów francuskich obalił testament zmarłego króla i ogłosił się regentem. Miał 41 lat, był cynicznym hulaką bez jakichkolwiek zasad. Całe swoje działanie poświęcił tzw. sekretowi Orleanów, który miał jemu i jego potomkom zapewnić tron Francji. Sprawował on regencję do swojej śmierci w 1723 r. Był to czas kryzysów finansowych, z którymi nie potrafili się zmierzyć stronnicy księcia Filipa rekrutujący się z bogatej arystokracji. W 1721 r., po nieudanych próbach reform, powrócono do systemu rządów wprowadzonego za czasów Ludwika XIV.
W okresie regencji Filipa Orleańskiego, mały Ludwik zamieszkał w Vincennes, 7 kilometrów na wschód od Paryża, gdzie powietrze było zdrowsze niż w mieście. Później zamieszkał w pałacu Tuilerie, niedaleko Palais-Royal, siedziby księcia Orleanu. Zgodnie z tradycją królewskiego domu, po ukończeniu 7 roku życia, Ludwik przeszedł spod kurateli kobiet pod opiekę mężczyzn. W lutym 1717 r. został odseparowany od madame de Ventadour. Jego wychowawcami zostali książę de Villeroi i André Hercule de Fleury, późniejszy kardynał. Książę de Villeroi, stary i doświadczony dworzanin, uczył młodego króla dworskich zachowań. Ludwik nauczył się maskować swoje uczucia i swoją nieśmiałość.
Fleury kierował właściwą edukacją króla. Do pomocy dobrał sobie najznakomitszych profesorów epoki, takich jak geograf Guillaume Delisle. Ludwik XV był bardzo zdolnym dzieckiem i miał otwarty umysł. Dużo czytał, popierał naukę i nowe technologie. Utworzył wydziały fizyki (1769 r.) i mechaniki (1773 r.) na Collège de France. Ludwik darzył wielkim szacunkiem Fleury’ego, który do końca życia wywierał wielki wpływ na króla.
W 1721 r. Ludwik został zaręczony ze swoją kuzynką, Marianną Wiktorią, córką Filipa Hiszpańskiego. 11-letni król nie wykazał jednak żadnego zainteresowania przyjazdem swojej przyszłej żony do Paryża. 3-letnia infantka wyraźnie go nudziła. W czerwcu 1722 r. król i jego dwór powrócili do Wersalu. W październiku Ludwik został oficjalnie koronowany w katedrze w Reims. 15 lutego 1723 r. Ludwik został uznany pełnoletnim przez parlament paryski. Filip przestał być regentem, ale Ludwik powierzył mu funkcję pierwszego ministra. Książę Orleanu zmarł w grudniu 1723 r. i zastąpił go kuzyn króla, książę de Bourbon.

## Małżeństwo i rodzina

Madame Henrietta

Ludwikowi bardziej niż Orleańczykowi leżała na sercu przyszłość dynastii. Młody król był słabego zdrowia, więc w interesie dynastii leżało, aby jak najszybciej spłodził następcę tronu. Jednak jego narzeczona miała 5 lat i do czasu jej pełnoletniości wiele mogło się wydarzyć. Burbon nie chciał czekać tak długo i w 1725 r. zerwał zaręczyny z Marianną, co wywołało sprzeciw Orleanów i napięcie w stosunkach francusko-hiszpańskich. Od razu też rozpoczęto poszukiwania kandydatki na żonę króla. Sporządzono listę potencjalnych kandydatek, po czym rozpoczęto eliminację. Ostatecznie pozostała tylko jedna księżniczka – Maria Leszczyńska (23 czerwca 1703 – 24 czerwca 1768), córka obalonego króla Polski Stanisława Leszczyńskiego i Katarzyny Opalińskiej, córki Jana Karola Opalińskiego, kasztelana poznańskiego.

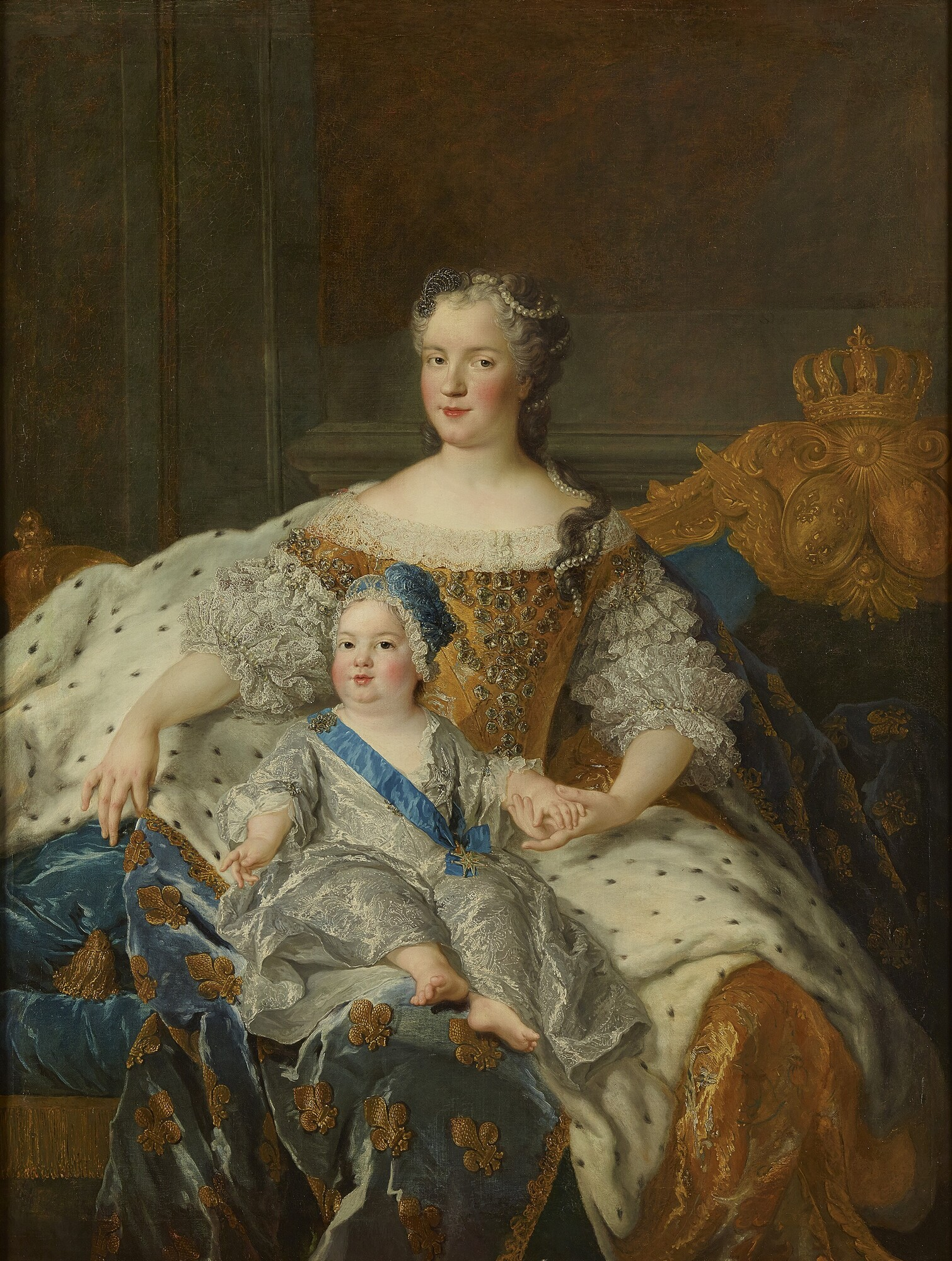
Królowa Maria Leszczyńska i delfin Ludwik Ferdynand, autorstwa Alexisa Simona Belle

Ślub Ludwika XV i Marii odbył się 4 września 1725 r. Małżonkowie mieli dziesięcioro dzieci:
- Maria Ludwika Elżbieta (14 sierpnia 1727 – 6 grudnia 1759), żona Filipa I, księcia Parmy
- Anna Henrietta (14 sierpnia 1727 – 10 lutego 1752)
- Maria Ludwika (28 lipca 1728 – 10 lutego 1733)
- Ludwik Ferdynand (4 września 1729 – 20 grudnia 1765), delfin Francji, ojciec Ludwika XVI
- Filip (30 sierpnia 1730 – 17 kwietnia 1733), książę Andegawenii
- Maria Adelajda (23 marca 1732 – 27 lutego 1800)
- Wiktoria Ludwika (11 maja 1733 – 7 czerwca 1799)
- Zofia Filipa (17 lipca 1734 – 3 marca 1782)
- Teresa Felicja (16 maja 1736 – 28 września 1744)
- Ludwika Maria (5 lipca 1737 – 23 grudnia 1787)

Małżeństwo to było początkowo zgodne i szczęśliwe. Maria urodziła Ludwikowi 10 dzieci, w tym następcę tronu. Ludwik był jednak notorycznym kobieciarzem. Kobiety były, obok polowań i kuchni (sam był doskonałym kucharzem), jedną z największych jego pasji. Przez sypialnię królewską przewijały się liczne kobiety, wiele z nich (jak madame de Pompadour) wywierało znaczny wpływ na politykę Francji. Królowa Maria była natomiast niezbyt urodziwa, a na dodatek dewocyjnie religijna, co oddalało ją stopniowo od libertyńskiego męża.

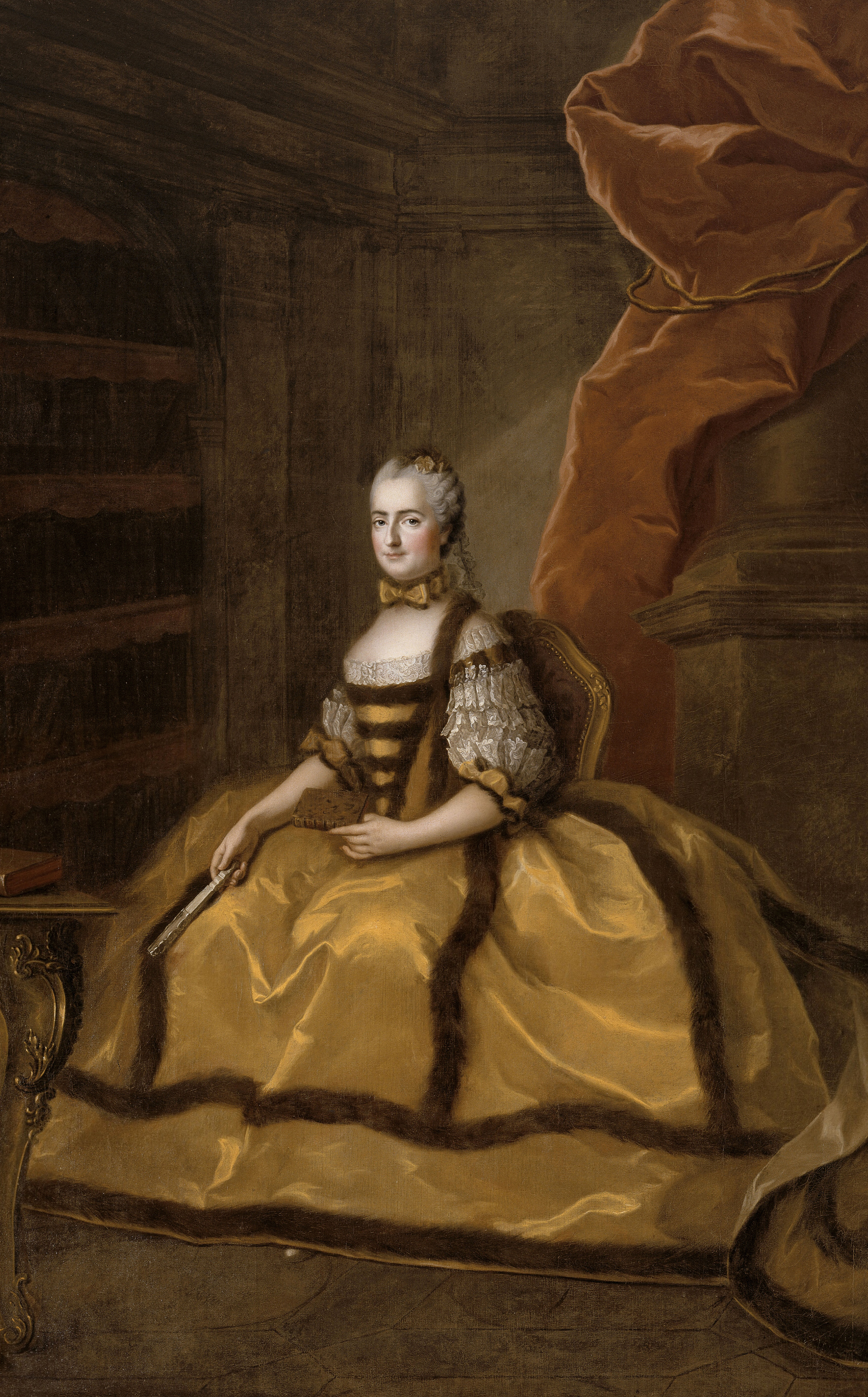
Madame Ludwika

## Rządy księcia de Bourbon i kardynała Fleury
Rządy księcia de Bourbon trwały 3 lata. W 1726 r. książę popadł w niełaskę i został zdymisjonowany. Ludwik ogłosił początek rządów osobistych. Zastrzegł jednak, że we wszystkich czynnościach państwowych ma mu towarzyszyć jego wychowawca, stary kardynał de Fleury. Kardynał sprawował do swojej śmierci w 1743 r. rządy faktycznie osobiste. W tym okresie Francja cieszyła się niespotykanym wcześniej dobrobytem i stabilnością.
Nadal uprzywilejowaną rolę w państwie odgrywała szlachta i arystokracja rodowa, która dosłownie pławiła się w dostatku i luksusie, czego widomym przejawem były liczne bale, koncerty, rauty, imprezy teatralno-baletowe, widowiska plenerowe, polowania, a także intrygi dworskie, rozpusta, skandale obyczajowe, powszechne pojedynki ludzi z najlepszego towarzystwa itp. W architekturze, sztuce i modzie panował arystokratyczny styl rokoka: dekoracyjne wnętrza, filigranowe figurki z porcelany, krynoliny i wysokie fryzury dam, peruki, trójgraniaste kapelusze, ozdobne szpady kawalerów i in.
Kardynał był ostrożnym i cierpliwym politykiem. Nie interesowały go nowinki i uparcie przywracał stan rzeczy z czasów Ludwika XIV. Rozwijała się gospodarka. Dzięki rozsądnej polityce skarbowej Philibert Orry, generalny kontroler finansów, zamknął budżet państwa z nadwyżką, co było ewenementem w czasach ancien régime’u. W 1733 r., za radą sekretarza spraw zagranicznych Germaina Louisa Chauvelina, przystąpił do wojny o sukcesję polską. Dzięki tej wojnie udało się Francji uzyskać Lotaryngię. Miała ona być, co prawda, oddana Stanisławowi Leszczyńskiemu, ale po jego śmierci miała przypaść Francji, jako posag królowej Marii.

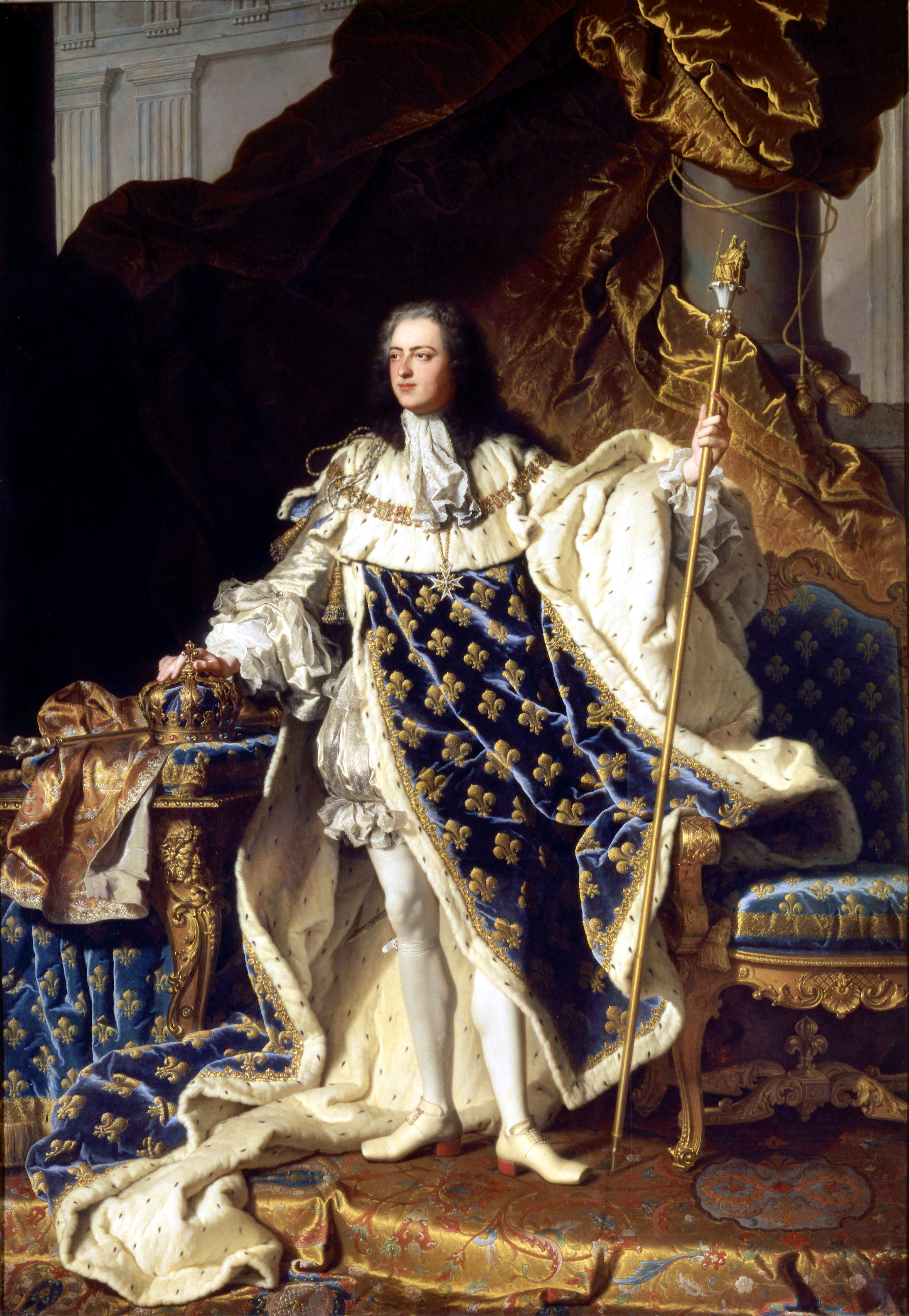
Ludwik XV na portrecie pędzla Rigauda, 1730

Kardynał Fleury zmarł w 1743 r. Ludwik XV, reprezentacyjny i urodziwy 33-latek obdarzony przydomkiem „Ukochanego”, rozpoczął faktyczne rządy osobiste. Nie zaufał już żadnemu ministrowi tak, jak zmarłemu kardynałowi. Często ich zmieniał i wygrywał ich między sobą. Duży wpływ na politykę Francji w następnych latach miały królewskie metresy. Król był człowiekiem religijnym. Konserwatywny, wierny przyzwyczajeniom, na swój sposób uparty, pragnął utrzymać monarchię w kształcie odziedziczonym po Fleurym. Jednakże zmieniały się czasy i zmieniało się społeczeństwo.

## Początek rządów samodzielnych
Na lata rządów osobistych Ludwika XV przypadła era dobrobytu. Zdarzały się wprawdzie klęski nieurodzaju, które czasami wywoływały poważne rozruchy na wsi (np. w latach 1753 i 1773), ale przeważnie zbiory były dobre, handel kwitł, wzrastała produkcja rolna i rozwijał się przemysł. Pomyślnemu rozwojowi gospodarki towarzyszył stały wzrost cen, początkowo powolny, a w latach 1758–1770 dość szybki. Główną korzyść z tego odnosili właściciele renty gruntowej.
Życie uprzywilejowanych stało się łatwe i beztroskie. Głównym siedliskiem ostentacyjnego bogactwa, swobody obyczajów i marnotrawstwa finansowego był niewątpliwie dwór królewski. Ludwik XV utrzymywał na nim wiele swych faworyt, wśród których wyróżniała się zdecydowanie Madame de Pompadour. Z jej protekcji liczni wielcy filozofowie i artyści oświecenia otrzymywali wsparcie i zamówienia na swe dzieła; m.in. dzięki niej zbudowane zostały reprezentacyjne obiekty przy Place de la Concorde w Paryżu i pałacyk Petit Trianon w Wersalu. Madame de Pompadour organizowała też huczne zabawy w Wersalu na koszt króla. Jej przypisuje się powiedzenie „Po nas choćby potop!”.
Z drugiej strony nieustanny wzrost podatków, podwyżki cen, dewaluacja pieniądza, nieurodzaje w rolnictwie, głód i choroby epidemiczne powodowały coraz większą pauperyzację całej reszty społeczeństwa, a zwłaszcza rosnącej liczebnie ludności wiejskiej nieposiadającej ziemi (ponad 50%). Pewne zmiany i reformy w gospodarce i finansach państwa chciał wprowadzić parlament, próbujący odzyskać część władzy w państwie, co mu się jednak nie udało.
Ludwik XV kontynuował tradycję pradziada, obłaskawiając arystokrację szczodrze rozdawanymi pensjami dworskimi i kościelnymi beneficjami. Zerwał z oszczędną polityką kardynała Fleury’ego i powiększył liczbę urzędników administracji. Wzrastały też wydatki na dworski przepych. Dochody państwa wprawdzie również rosły, ale nie w takim tempie, żeby zrównoważyć wydatki. Szlachta i duchowieństwo zachowały immunitety stanowe, w obronie których twardo występowały stany prowincjonalne. Między stanami, jak i wewnątrz stanów trwały jednak konflikty, których monarchia nie chciała lub nie potrafiła wykorzystać. Na własnym dworze musiał zmierzyć się z dworskimi koteriami „dewotów” i „filozofów”.
Wewnątrz stanu duchownego trwał antagonizm pomiędzy bogatym episkopatem a biednym niższym duchowieństwem. Rozpowszechnioną wśród niższego duchowieństwa ideologią był richeryzm, głoszący niezależność proboszczów i parlamentarną strukturę Kościoła. Dążąc do zaostrzenia dyscypliny kościelnej, arcybiskup Paryża Christophe de Beaumont zakazał klerowi udzielania sakramentów osobom, które nie posiadały zaświadczenia o spowiedzi (billet de confession) podpisanego przez księdza, który potępiał jansenizm. Przeciwko temu wystąpiły parlamenty, ale po stronie hierarchii stanął król, namawiany do tego przez partię „dewotów”. Ostry spór toczący się na początku lat 50. rozstrzygnięto kompromisowo w 1756 r. zniesieniem zaświadczenia. W toku walki król nie zdecydował się jednak na opodatkowanie kleru, czego domagały się parlamenty.
Król musiał również toczyć walkę z parlamentami, zwłaszcza z parlamentem paryskim. Przysługujące parlamentowi prawo remonstacji, czyli odmowę rejestracji ustaw królewskich, zinterpretowano jako całkowite i ostateczne odrzucenie prawa. Chodziło tutaj głównie o sprawy kościelne, gdyż parlamenty broniły immunitetów szlachty. Parlamenty toczyły również spory z zakonem jezuitów o kontrolę nad szkolnictwem. W tym sporze po stronie parlamentów stanął król, popierany przez „filozofów”, aczkolwiek sympatie królewskie znajdowały się po stronie jezuitów. W 1762 r. paryski parlament wydał dekret znoszący zakon jezuitów we Francji i nakładający sekwestr na ich majątek. W 1764 r. król zatwierdził ich decyzje.
Wskutek tych konfliktów władze nie zdecydowały się na przeprowadzenie reformy skarbowej. Fatalna sytuacja skarbu po wojnie o sukcesję austriacką sprawiła, że w 1749 r. ustanowiono stały podatek w wysokości 5% wszystkich dochodów. Podatek ten obciążał również szlachtę i duchowieństwo. Król początkowo stawiał czoła sprzeciwowi parlamentów, ale ostatecznie poszedł na kompromis z duchowieństwem, a następnie ze szlachtą. Wprowadzenie stałego podatku nie powiodło się i skarb państwa musiał łatać budżet za pomocą doraźnych środków.

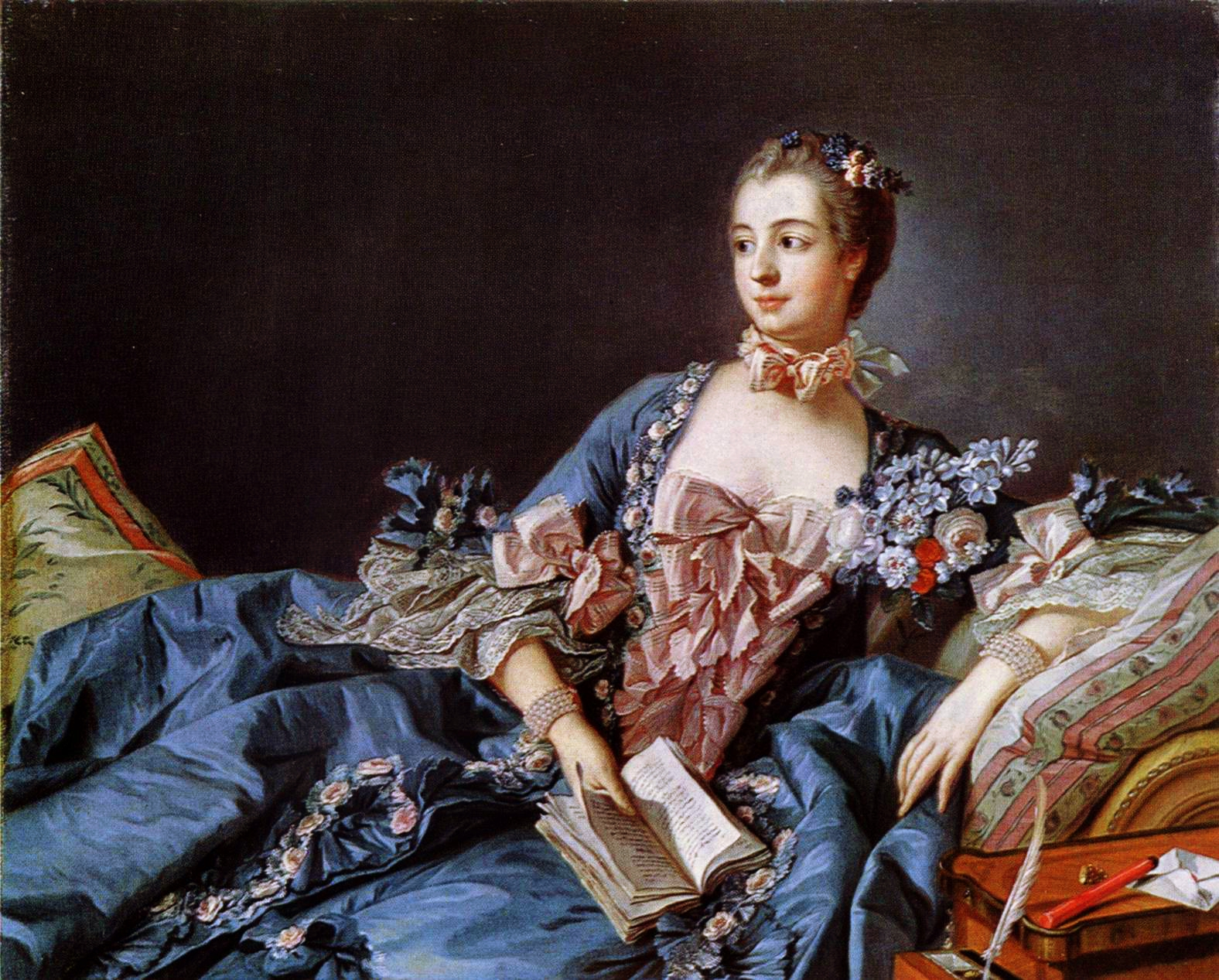
Madame de Pompadour

Sprawami gospodarczymi Ludwik XV nie zajmował się prawie zupełnie. Pozostawiał je swym ministrom skarbu, którzy stosowali wszelkie możliwe, karkołomne niejednokrotnie, eksperymenty, aby tylko wyprowadzić budżet państwa z olbrzymiego zadłużenia, jak np. założenie pierwszego banku państwowego, emitującego papierowe pieniądze, sprzedaż akcji Kompanii Indyjskiej spółkom prywatnym, które potem zbankrutowały itp. W wyniku tych operacji narodziły się fortuny kilkuset spekulantów i zrujnowanych zostało dziesiątki tysięcy drobnych ciułaczy.

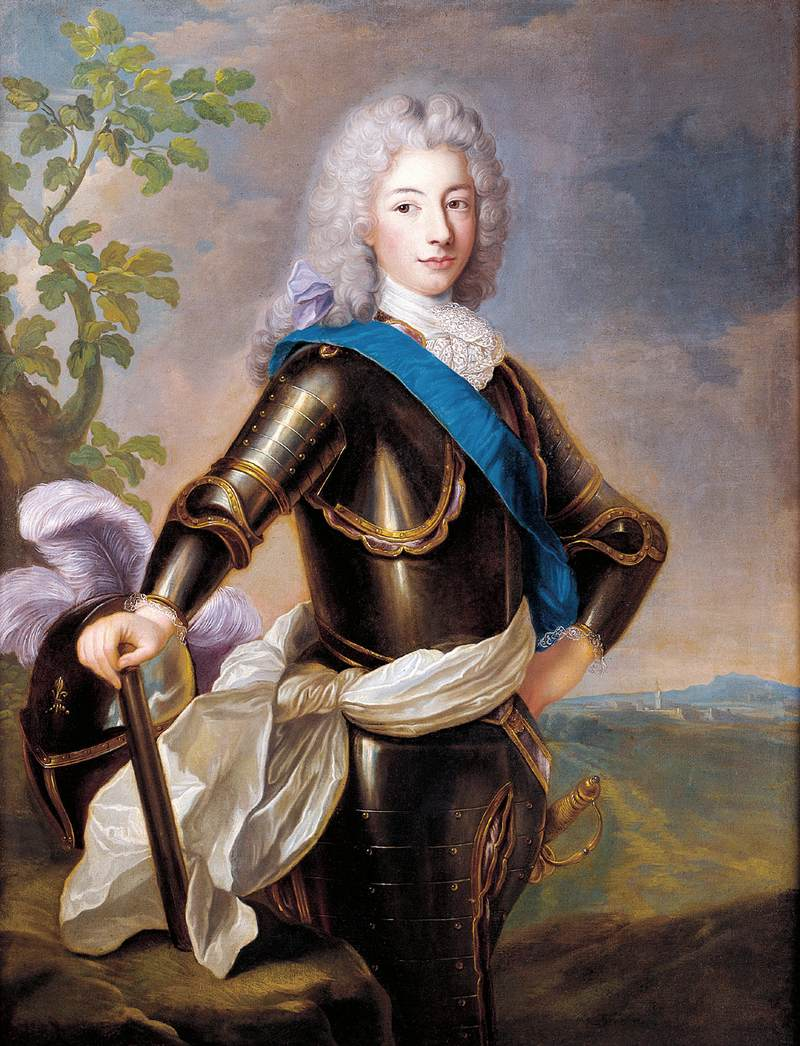
Ludwik XV

Największy wpływ na politykę Francji w tym okresie wywierała metresa królewska, madame de Pompadour, sympatyzująca z „filozofami”. Jej związek z królem rozpoczął się w 1745 r. Ich romans wygasł wprawdzie już pięć lat później, ale markiza zachowała swoje wpływy aż do śmierci w 1764 r. Posiadała rozległe wpływy w Radzie Królewskiej, gdzie jej głos niejednokrotnie znaczył więcej od głosu ministra. Licznie wstawiennictwa markizy u króla zmierzały do łagodzenia konfliktów, co spowodowało brak jednoznacznej linii politycznej króla. Często jednak kierowała się osobistymi sympatiami i antypatiami. Nie lubiła ona króla Prus Fryderyka II i zachęcała Ludwika do antypruskiego sojuszu z Austrią.
Francja Ludwika XV była krajem kontrastów. Najzasobniejsze państwo nie potrafiło przezwyciężyć trudności finansowych. Główne ognisko okresu oświecenia nie potrafiło przeprowadzić reform. Do niedawna wzór najsprawniejszej administracji tonął w sporach z jurystami i parlamentami. Dodatkowo do problemów wewnętrznych doszły klęski na polu bitwy.

## Wojna i polityka w latach 1740–1763
Obejmując tron w 1715 r. Ludwik XV odziedziczył państwo wyniszczone wieloletnimi wojnami. Zarówno regent Orleański, jak i kardynał Fleury dążyli do zachowania pokoju w Europie (jedną z przyczyn upadku księcia de Burbon były zresztą przygotowania do wojny z Hiszpanią). Służył temu sojusz z Wielką Brytanią. Jednak od czasu małżeństwa Ludwika z Marią Leszczyńską Francja popierała kandydaturę królewskiego teścia na tron Polski. Doszło również do rozpadu sojuszu francusko-brytyjskiego. Po urodzeniu w 1729 r. przez Marię Leszczyńską następcy tronu zniknęła zawada na drodze do porozumienia Hiszpanii i Francji. Francja poparła hiszpańskie plany rozszerzenia wpływów we Włoszech, co zaniepokoiło Wielką Brytanię, Holandię i Austrię. Kiedy w 1733 r. zmarł król Polski August II Mocny Francja wysunęła kandydaturę Leszczyńskiego na tron. Kiedy jednak cesarz Karol VI Habsburg poparł konkurenta Leszczyńskiego do korony polskiej, Augusta III, 10 października 1733 r. Francja wykorzystała to jako pretekst do wypowiedzenia wojny Austrii. Rozpoczęła się wojna o sukcesję polską.
Jesienią 1733 r. Francuzi zajęli Lotaryngię. Latem 1734 r. odnieśli sukcesy na pograniczu z austriackimi Niderlandami. Ofensywa nad Renem została jednak wstrzymana. Tymczasem we Włoszech Francuzi zajęli Mediolan. Kardynał Fleury rozpoczął negocjacje z cesarzem. 5 października 1735 r. podpisano w Wiedniu preliminarze pokojowe. Ostateczny pokój podpisano 18 listopada 1738 r. Ludwik XV zagwarantował sankcję pragmatyczną. Leszczyński miał pozostać tytularnym królem Polski, a w zamian za utracone królestwo otrzymał Lotaryngię, która po jego śmierci miała przypaść Francji jako spóźniony posag Marii Leszczyńskiej.
W 1740 r. zmarł cesarz Karol i tron winien przypaść jego córce, Marii Teresie. Wystąpili jednak inni pretendenci do spadku po Habsburgach i rozpoczęła się wojna o sukcesję austriacką. Dodatkowo wmieszał się w to jeszcze król Prus Fryderyk II Wielki zajmując austriacki Śląsk. W pierwszych latach tej wojny Francja zajmowała dość niezdecydowane stanowisko. Partia wojenna dążyła do przyłączenia do Francji austriackich Niderlandów, jednak wojnie sprzeciwiał się Fleury. Francja popierała cesarza Karola VII, który jednak rychło przegrał swoją sprawę. Dopiero śmierć kardynała w styczniu 1743 r. i pojawienie się finansowanej przez Wielką Brytanię „armii pragmatycznej” wspierającej Marię Teresę sprawiło, że Francja zdecydowała się przystąpić do wojny.
W październiku 1743 r. podpisano francusko-hiszpański pakt familijny wymierzony przeciwko Wielkiej Brytanii. W lutym 1744 r. Francja wypowiedziała Anglii wojnę i rozpoczęła przygotowania do inwazji na Wyspy. Wiosenna burza rozpędziła jednak flotę inwazyjną i plan inwazji odłożono w czasie. W kwietniu Francja wypowiedziała również wojnę Marii Teresie. Armia francuska dowodzona przez Maurycego Saskiego wkroczyła do Niderlandów. W obecności króla Ludwika XV Francuzi zdobyli Courtai, Menen i Ieper. Jednocześnie jednak armia austriacka zagroziła Alzacji. Z tarapatów wyratowały Francję Prusy, które w 1744 r. wznowiły wojnę z Austrią.
Rok 1745 to rok sukcesów Francuzów. 1 maja Maurycy Saski pokonał Anglików księcia Cumberlanda pod Fontenoy, w efekcie czego całe austriackie Niderlandy znalazły się pod kontrolą Francji. 11 października 1746 r. Maurycy pokonał koalicjantów pod Raucoux i dotarł do granic Holandii. 17 kwietnia 1747 r. formalnie wypowiedziano jej wojnę. 16 września Maurycy zdobył ważną twierdzę Bergem op Zoom. Sukcesy te były okupione jednak wielkimi stratami po obu stronach. W 1748 r. rozpoczęły się brytyjsko-francuskie rozmowy pokojowe. 28 października 1748 r. podpisano pokój w Akwizgranie. Wojna nie przyniosła Francji wymiernych korzyści. Stąd powstało popularne we Francji przysłowie „pracować dla króla pruskiego” (travailler pour le roi de Prusse), gdyż tylko Fryderyk II odniósł poważne korzyści z 8-letniej wojny, zajmując Śląsk.
Po wojnie o sukcesję austriacką ukształtował się w Europie system przymierzy. Francja była sprzymierzona z Hiszpanią i Prusami. Celem sekretnej polityki Ludwika („sekret króla”) było również wprowadzenie swojego kandydata na tron polski. Po kilku latach doszło jednak do wydarzenia, które zyskało nazwę „odwrócenia przymierzy”. Cesarzowa Maria Teresa dążyła do rewanżu na Fryderyku II za utratę Śląska. Zawarła antypruski sojusz z carycą Elżbietą. Kanclerz Austrii, Wenzel Anton von Kaunitz, zaproponował, aby ostatecznie pogrążyć Prusy, wciągnąć do sojuszu również Francję. Uważał on, że uporczywe bronienie Niderlandów i wpływów we Włoszech nie służy austriackim interesom, które znajdują się w środkowej Europie. Gabinet wersalski był jednak wierny sojuszowi z Prusami. Jednak gdy w 16 stycznia 1756 r. Prusy podpisały traktat z Wielką Brytanią, we Francji uznano to za wiarołomstwo. 1 maja 1756 r. podpisano w Wersalu traktat francusko-austriacki.

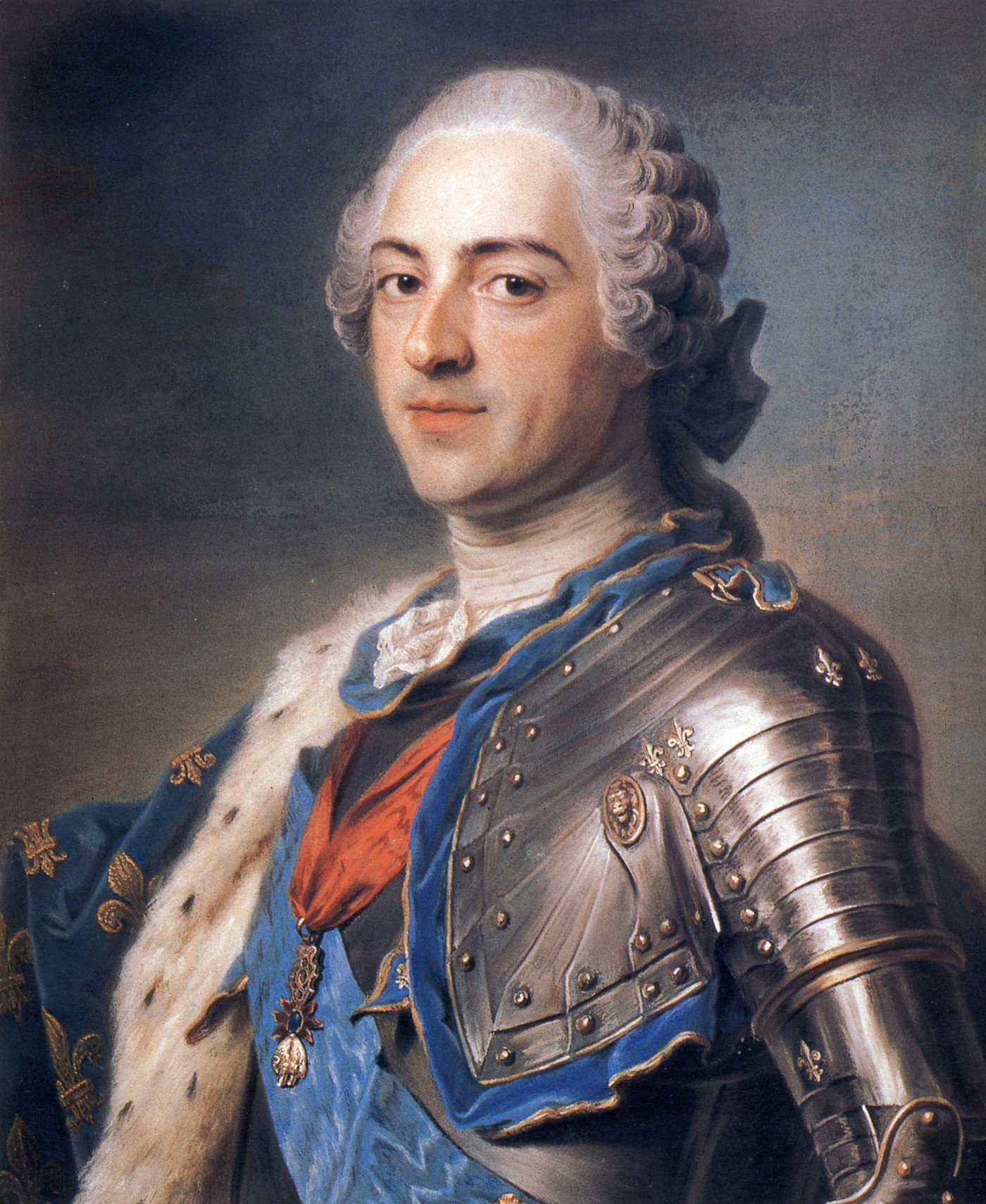
Ludwik XV

Fryderyk przestraszył się potęgi koalicji i zdecydował się działać pierwszy. W 1756 r. zaatakował proaustriacką Saksonię, zmuszając jej armię do kapitulacji. W 1757 r. wkroczył do Czech. Wygrał bitwę pod Pragą, ale został pobity pod Kolinem i musiał się wycofać. W 1757 r. armia francuska księcia Richelieu zaatakowała prusko-hanowerskie wojska księcia Cumberlanda, zmuszając je do kapitulacji. Druga armia francuska, marszałka Soubise’a, maszerowała w kierunku Saksonii. Fryderyk ruszył jej naprzeciw i 5 listopada odniósł świetne zwycięstwo pod Rossbach.
Po tym sukcesie w Anglików wstąpił nowy duch. W 1758 r. wznowili działania wojenne w Hanowerze, pokonując Francuzów pod Krefeld i wypierając ich za Ren. Odtąd siły francuskie zostały związane w Westfalii i Hesji, gdzie przez następne lata utrwaliła się względna równowaga sił. Był to cios dla prestiżu i mocarstwowej dumy Francji. W pełni obnażona została nieudolność dowódców wyniesionych na szczyty dzięki dworskim koteriom. W następnych lata Francja walczyła jedynie z Wielką Brytanią, podejmując próby desantu na Wyspach, kończące się nieodmiennie fiaskiem z powodu angielskiej dominacji na morzu.
Cały czas trwały konflikty brytyjsko-francuskie w koloniach, głównie w Kanadzie i Indiach. Drobne utarczki w Kanadzie toczyły się od 1739 r., jednak dopiero od 1743 r. nabrały rozmachu. Francuzi próbowali odzyskać Nową Szkocję, ale to Anglicy 17 czerwca 1745 r. zdobyli Louisbourg, najpotężniejszą twierdzę Nowej Francji. Jednak na mocy pokoju w Akwizgranie przywrócono status quo. Nowy konflikt rozpoczął się w 1754 r. Francuzi początkowo odnosili liczne sukcesy, ale kiedy w Wielkiej Brytanii dominującą pozycję polityczną uzyskał William Pitt i Anglia skoncentrowała cały swój wysiłek militarny w koloniach, Francuzi zaczęli ponosić porażki. W 1759 r. ekspedycja angielska generała Wolffe’a zdobyła Quebec. Zakończona niepowodzeniem próba odbicia miasta oznaczała klęskę Francji w wielkiej batalii o Kanadę. W 1763 r. Francja utraciła na rzecz Wielkiej Brytanii wszystkie północnoamerykańskie posiadłości.
Celem Pitta było całkowite zniszczenie francuskiego imperium kolonialnego. Podczas wojny o sukcesję austriacką w Indiach nie doszło do większych walk. Dopiero podczas wojny siedmioletniej Brytyjczycy przystąpili do likwidacji francuskiego władztwa na subkontynencie. Stolica francuskich Indii, Pondichéry, skapitulowała po trzymiesięcznym oblężeniu w 1761 r. Oznaczało to upadek francuskiego panowania w Indiach. Jednocześnie w 1758 r. Anglicy zajęli większość francuskich wysp na Morzu Karaibskim i francuskie bazy w Afryce Zachodniej. Dopiero upadek Pitta w 1761 r. spowodował, że Francji udało się zachować resztki swojego imperium kolonialnego.
10 lutego 1763 r. podpisano pokój w Paryżu między Wielką Brytanią, Francją i Hiszpanią. Francja traciła wszystkie północnoamerykańskie kolonie. Na Karaibach zatrzymywała jedynie Martynikę, Gwadelupę i Saint Lucia. Francuzi utracili również posiadłości w Indiach. Najbardziej ucierpiał jednak prestiż Francji jako militarnej potęgi.
Jedynym późniejszym nabytkiem terytorialnym Francji była Korsyka, która została w 1768 r. sprzedana Francji przez Genuę. Aby uzyskać panowanie na wyspie armia królewska musiała toczyć wielomiesięczne walki z korsykańskimi partyzantami i dopiero w 1769 r. Wersal mógł uznać wyspę za podporządkowaną Francji.

## Zamach
5 stycznia 1757 r., późnym popołudniem, Ludwik XV podszedł do swojej karocy przy bocznej bramie Wersalu. Nagle z grupki gapiów wysunął się mężczyzna, który zaatakował króla nożem. Ludwik nie odniósł wielkich obrażeń. Straż! Ten łobuz mnie zranił. Ujmijcie go, ale nie zabijajcie – krzyknął do swojej straży. Zamachowcem tym był Robert-François Damiens, który po wstępnym przesłuchaniu został zgodnie z prawem wydany sędziom paryskiego parlamentu. Ci skazali go na ucięcie prawej ręki, obdarcie ze skóry, palenie płynną siarką i ołowiem, włóczenie końmi i spalenie na stosie. Skazali, pomimo iż król Ludwik próbował złagodzić wyrok. To będzie ciężki dzień – powiedział Damiens w dniu egzekucji. Nie mylił się, kaźń trwała 2 i pół godziny, a jej opis stał się punktem wyjścia w słynnej książce Nadzorować i karać Michela Foucault’a.

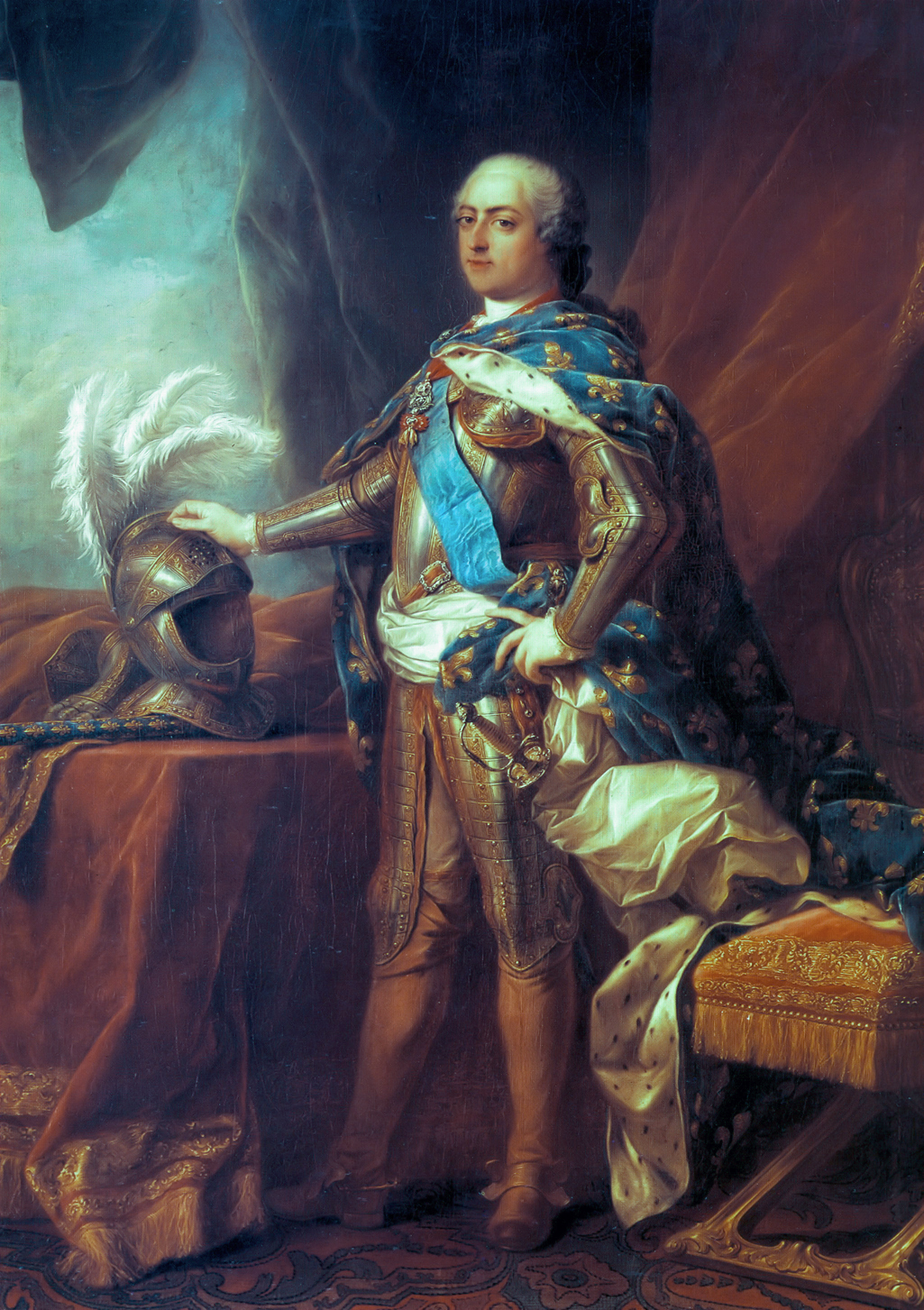
Ludwik XV

Ludwik nie zaszczycił swoją osobą egzekucji. Kiedy następnego dnia doniesiono mu, że jedna z dam kazała wybudować specjalną lożę pragnąc z bliska upewnić się o surowości kary, Ludwik odrzekł: Cóż za obrzydliwość! Niechaj nie mniema, że jej zdziczenie świadczyć może o przywiązaniu do mojej osoby.
Wyrok został powszechnie skrytykowany przez oświeceniową publicystykę. Większość krytyki spadła na króla. Pisano o chwale tyranobójców, hańbie tortur, czy średniowiecznej żądzy krwi koronowanych.

## Ostatnie lata
Po 1750 r., mimo wielu negatywnych zjawisk, w gospodarce francuskiej wystąpiło znaczne ożywienie koniunktury. Decydujący w tym udział miał handel i powstający przemysł wielkofabryczny. Przede wszystkim wzrastał szybko handel z krajami zamorskimi, zwłaszcza z własnymi koloniami, obejmując takie ważne towary, jak cukier, kawa, herbata, tytoń, bawełna, perkale. W kraju stymulatorem handlu była rozbudowa i ulepszenie nawierzchni sieci dróg kołowych, budowa międzyrzecznych kanałów oraz organizacja targów i giełd towarowych w wielu większych miastach. Koncentracja kapitałów i różne wynalazki techniczne sprawiły, że od lat 70. XVIII w. zaczęły we Francji powstawać pierwsze duże manufaktury w oparciu o nowe paraprzemysłowe technologie, zastępując małe, średniowieczne manufaktury.
Fatalnie przedstawiała się natomiast sytuacja wewnętrzna Francji. Nie było wolności prasy i nie istniała, przynajmniej oficjalnie, publicystyka polityczna. Narastała jednak krytyka rządu królewskiego prowadzona przez parlamenty w formie wydawanych drukiem remonstracji i polemik prawniczych. Mniejsze znaczenie miały tu wydawane za granicą pisma filozofów, które były dostępne tylko wąskiemu gronu czytelników. Rząd ze swej strony nie wdawał się w polemiki z parlamentami, ograniczając swoją działalność do publikacji kolejnych edyktów.

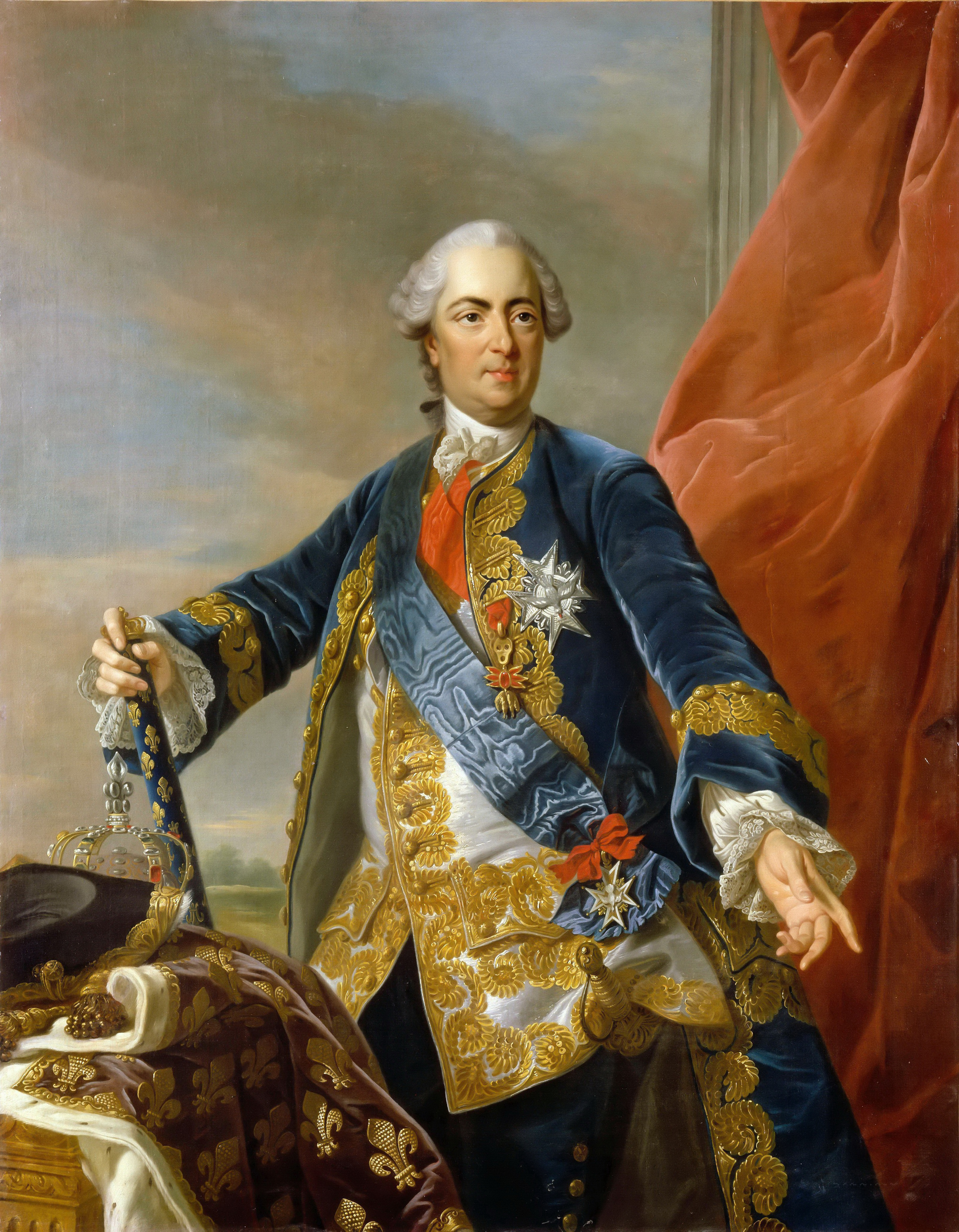
Król Ludwik XV

Tymczasem parlamenty rosły w siłę. Kasata zakonu jezuitów oddała pod ich zarząd 83 na 113 pojezuickich kolegiów (pozostałe przejęły inne zakony nauczające, głównie oratorianie). Parlamenty utworzyły biura administracyjne do kierowania siecią szkół. Programy organizacji szkolnictwa napisali prezydent parlamentu paryskiego Rolland d’Erceville i prokurator generalny parlamentu Bretanii La Chalotais. Projekty te zostały wprowadzone tylko w niewielkim stopniu, głównie wskutek kolejnych konfliktów na linii parlamenty-monarcha. W każdym razie zmieniono kadrę nauczycielską, która obecnie rekrutowała się z kształconych na uniwersytetach księży świeckich.
Wojna siedmioletnia oprócz upadku prestiżu tak Francji, jak i samego króla, przyniosła państwu ruinę finansową. O podniesienie prestiżu Francji zabiegał energicznie pierwszy minister Étienne-François de Choiseul. Prowadził on dynamiczną politykę zagraniczną oraz odbudowywał siły morskie i lądowe. Na to potrzebne były jednak pieniądze, których pozyskiwaniu przeszkadzały parlamenty, wytrwale broniące immunitetów podatkowych.
W kwietniu 1763 r. Ludwik XV wydał edykty podatkowe, obciążające najbogatszych. Parlamenty odmówiły jednak ich rejestracji. Parlament paryski stwierdził nawet, że według obowiązujących we Francji praw fundamentalnych, które wywodzą się wprost z prawa natury, parlamenty mają prawo zatwierdzać ustawodawcze akty króla. Ponieważ na mocy tych samych praw król otrzymał tron, przeto ich negowanie oznaczałoby podważenie solidności samego tronu. Niech Bóg nas od tego zachowa, aby można było powiedzieć, iż król jest królem dzięki sile, bo to jest znamię rozbójników i piratów.
Mimo remonstacji urzędnicy królewscy zaczęli jednak wcielać edykty w życie. Wówczas parlamenty Tuluzy i Grenoble wydały nakaz aresztowania tamtejszych gubernatorów. W styczniu 1764 r. parlament paryski wydał kolejną remonstrację, w której określił granice suwerenności monarchy. W sprawach polityki zagranicznej jego autorytet jest „bez granic”, ale w polityce wewnętrznej rząd cywilny (tj. parlamenty) ma na celu zachowanie obywateli w ich prawach, a „suweren (tj. król) podlega prawom”. W tej sytuacji Ludwik ugiął się i odwołał edykty oraz zdymisjonował trzech szczególnie nielubianych przez parlamenty gubernatorów.

Madame du Barry

Wkrótce doszło do nowego spięcia między monarchą a parlamentem. Było ono związane z sytuacją w Bretanii. Tą zacofaną prowincją, gdzie silny był regionalny partykularyzm i silna pozycja ciał stanowych, zarządzał gubernator książę d’Aiguillon. Jego celem była modernizacja prowincji. Chciał ją włączyć w sieć francuskich dróg bitych i w tym celu rozciągnął na Bretanię nie egzekwowane tam dotychczas królewskie szarwarki (specjalny podatek na budowę dróg bitych). Wywołało to sprzeciw stanów prowincjonalnych, które poparł parlament w Rennes. Unieważnił on rozporządzenia gubernatora, a na niego samego nałożył areszt. Na czoło opozycji wysunął się niedoszły reformator szkolnictwa La Chalotais. Administracja królewska nie chciała jednak ustąpić, więc parlament zawiesił działalność sądów. W październiku 1765 r. król kazał aresztować opornych i powołał do ich sądzenia specjalny trybunał administracyjny.
Kiedy w Bretanii narastał konflikt, inne francuskie parlamenty nawiązały ze sobą łączność i ogłosiły się jednym ciałem (Union des classes). Parlament w Rennes zadeklarował: Na mocy fundamentalnych praw Korony Parlament Francji, jedyna publiczna, legalna i konieczna rada suwerena, jest z natury rzeczy jedna, tak jak jest jeden suweren i jedna konstytucja państwa, której rada jest stróżem i depozytariuszem. Przekształcenie się parlamentów prowincjonalnych w jeden Parlament Francji było krokiem niemalże rewolucyjnym.
Ludwik stracił w takiej sytuacji cierpliwość. 3 marca 1766 r. przybył z wojskiem do parlamentu paryskiego. Potępił utworzone w królestwie stowarzyszenie, które chce wynaturzyć naturalne więzy powinności w konfederację oporu. Oświadczył również, że jedynie w mojej osobie mieści się suwerenna władza; tylko mnie sądy zawdzięczają swą egzystencję i autorytet; jedynie do mnie należy niezależna i niepodzielna władza ustawodawcza; cały porządek publiczny ze mnie emanuje, a prawa i interesy narodu, z którego parlamenty ośmielają się czynić odłączone od monarchy ciało, są siłą rzeczy zjednoczone w moich rękach i w nich jedynie spoczywają.
Król zdołał podporządkować sobie parlamenty, ale konflikty z nimi trwały jeszcze przez kilka lat, wywołując niekiedy tumulty w prowincjach. Parlamenty popierał minister Choiseul, który swych przeciwników widział w księciu d’Aiguillon i koterii „dewotów”. „Dewoci” stracili w tym czasie swoich dwóch największych popleczników na dworze: delfina Ludwika Ferdynanda (zmarł w 1765 r.) i królową Marię (zmarła w 1768 r.). Wkrótce znaleźli jednak wsparcie w nowej faworycie króla, madame du Barry. Ta 25-letnia plebejka stała się wielką miłością podstarzałego króla. Choiseul i jego „filozofowie” nie oddali jej należytych hołdów, a jej względy pozyskali sobie „dewoci”. Choiseul został zdymisjonowany w 1770 r. Główną przyczyną była jego zbyt agresywna polityka zagraniczna, zmierzająca do ponownej konfrontacji z Wielką Brytanią. Nie obyła się ona jednak bez udziału madame du Barry.
Do końca panowania Ludwika ekipę ministerialną tworzył tzw. triumwirat (sekretarz spraw zagranicznych książę d’Aiguillon, kanclerz Maupeou i generalny kontroler finansów ksiądz Terray). Maupeou przeprowadził jedyną poważniejszą reformę instytucjonalną za panowania Ludwika XV. W 1771 r. rozwiązał parlament paryski, jego członków skazał na wygnanie, oraz zreorganizował parlamenty prowincjonalne, przekształcając je w ściśle podporządkowane Koronie ciała biurokratyczne. Parlamenty przekształcono w ciała stricte sądowe, pozbawiając je wpływu na ustawodawstwo. Otworzyło to drogę dla reform finansowych, które próbował zrealizować Terray. Mimo upadku parlamentów napotkał na silny opór warstw uprzywilejowanych i musiał zrezygnować z reform. Skarb łatano przy pomocy różnego rodzaju loterii czy też sprzedaży tytułów.
Te ograniczone reformy były jednak spóźnione o wiele lat. Dojście do władzy „dewotów” wywołało nasilenie się antyklerykalizmu i propagandy „filozofów”. Szlachta i adwokaci wydali kanclerzowi i generalnemu kontrolerowi finansów wojnę na pamflety. Francja została zalana opozycyjnymi pismami. Propaganda królewska działała słabo i nie przemawiała do opinii publicznej. Rządy triumwiratu i pani du Barry były przedmiotem zaciekłej krytyki. Terrayowi przypisywano najciemniejsze malwersacje. Kiedy w 1773 r., w związku z nieurodzajem zabrakło zboża i wybuchły zamieszki w Paryżu, rozeszła się fama, że rząd ukrył zboże, by wywołać głód. Wykorzystując nazwę francusko-hiszpańskiego paktu familijnego (pacte de famille) mówiono powszechnie o pakcie głodowym (pacte de famine).

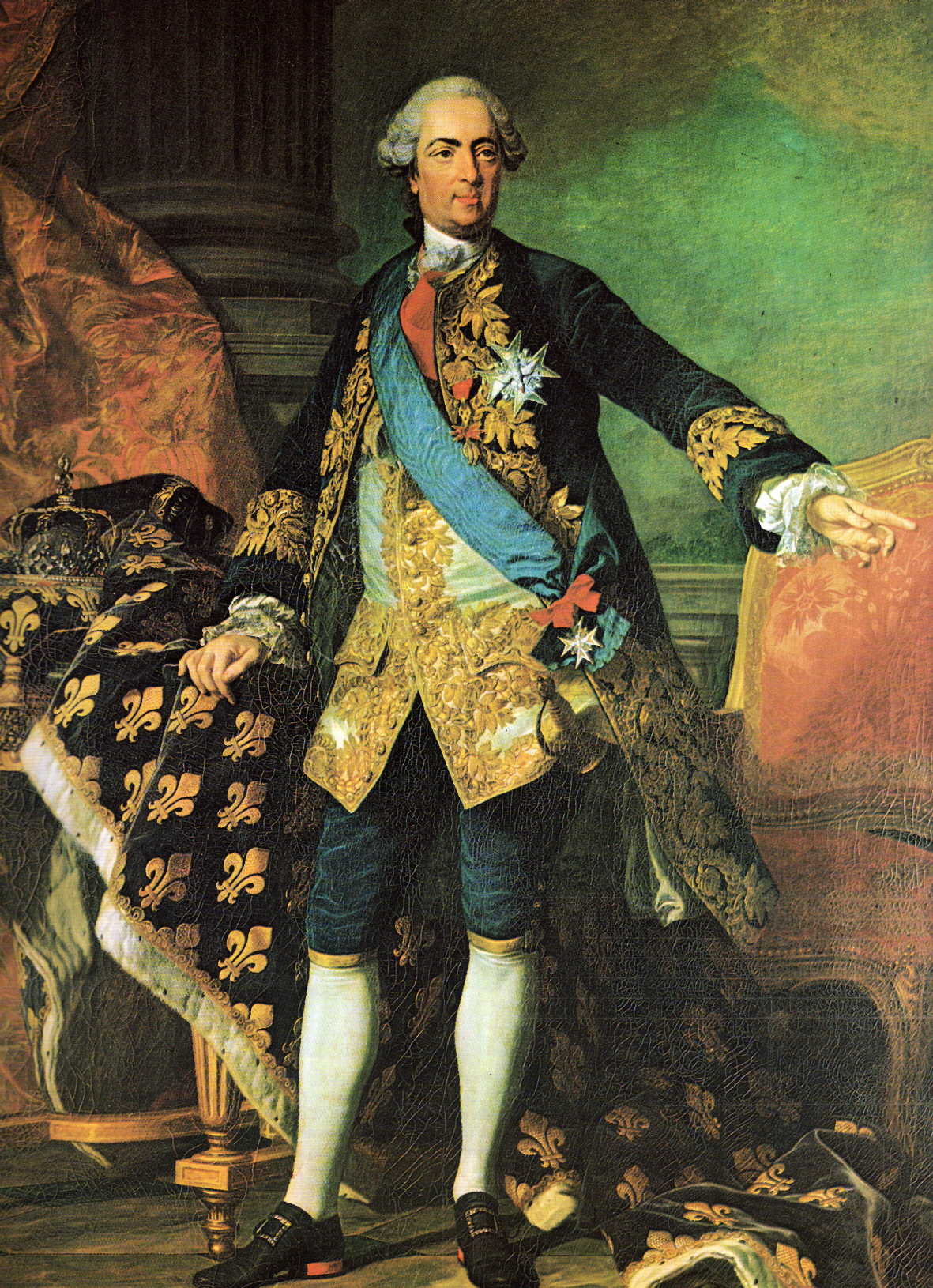
Ludwik XV

Rządy Ludwika XV, zwłaszcza ich druga część, były wielkim rozczarowaniem dla społeczeństwa. Kiedy król rozpoczynał samodzielne rządy nazywany był powszechnie „ukochanym”. Jednak lata rządów faworyt, walki koterii dworskich, nieudolni ministrowie i dowódcy przyczyniły się do upadku prestiżu królewskiego. Monarchia stała się symbolem starego ładu, który postępowi myśliciele zwalczali swoimi pismami i pamfletami. U schyłku panowania Ludwika po Francji krążyła popularna karykatura, która przedstawiała króla jako zaćmione słońce, generalnego kontrolera finansów jako dziurawy worek i ministra spraw zagranicznych jako trzcinę chwiejącą się na wietrze.

## Śmierć
Wieczorem 29 kwietnia 1774 r. lekko niedomagający król pił napój wzmacniający. Nagle jeden z lekarzy zauważył na twarzy króla czerwone plamy. Przysuńcie bliżej światło, król nie widzi swojego kielicha – nakazał służbie. Kiedy przyniesiono świecznik, lekarze przypatrzyli się twarzy króla i uznali, że to ospa. Ze względu na wiek króla szanse na wyzdrowienie były niewielkie. Król był jednak dobrej myśli: Gdybym już nie przechodził ospy, myślałbym, że mam ją teraz (w wieku 18 lat król przechodził ospę, ale nie był uodporniony).
3 maja król poprosił o lustro, przyjrzał się swojej twarzy i rzekł: To jednak jest ospa. W moim wieku z tego się nie wychodzi. Muszę wszystko uporządkować. Najpierw zajął się sprawami prywatnymi i oddalił panią du Barry.
Agonia była długa, ale król zniósł ją bez najmniejszej skargi. Wielkie były moje przewiny, a kara za nie – bardzo krótka – mówił. Pokryte strupami ciało było zwilżane wodą święconą, ale wydzielało taki odór, że służba i księża uciekali. Majaczący władca widział ogień piekielny i wzywał na przemian Boga i swojego spowiednika. Zmarł 10 maja 1774 r. o godzinie 15.30. Miał 64 lata, z których 59 zasiadał na tronie.
Dworzanie natychmiast uciekli i przy ciele monarchy pozostali tylko nieliczni duchowni. Balsamowanie ciała uznano za niemożliwe i zbyt niebezpieczne, więc zwłoki owinięto w nasycone aromatem prześcieradła i zamknięto w dwóch ołowianych trumnach wypełnionych otrębami. 12 maja po zachodzie słońca trumna z ciałem Ludwika XV opuściła Wersal w zwykłej karocy. Eskortowały ją dwa powozy, 20 paziów i 50 gwardzistów na koniach. Zainteresowanie pochodem było niewielkie. Nieliczni zgromadzeni krzyczeli Na łów! Na łów! lub To dopiero rozkosz, miłe panie, czyniąc aluzje do upodobań króla.
Ludwik XV został pochowany obok innych królów Francji w bazylice Saint-Denis.

## Liczne kochanki Ludwika XV

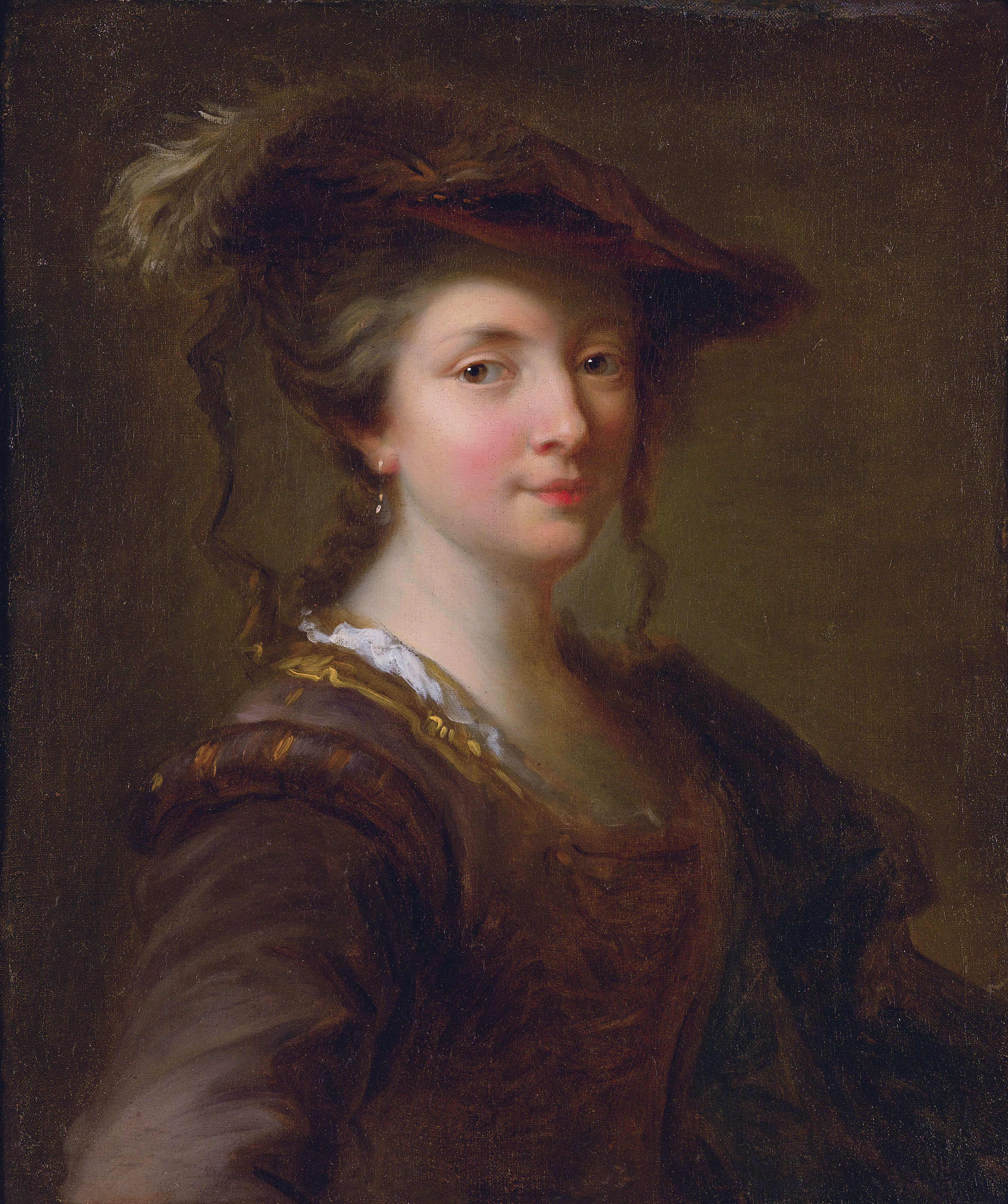
Louise Julie de Mailly-Nesle, pierwsza oficjalna metresa Ludwika XV

- Louise Julie de Mailly-Nesle (1710–1751)
- Pauline-Félicité de Mailly, markiza de Vintimille (1712–1741), miał z nią dzieci:
  - Karol Emanuel Maria Magdelon de Vintimille, le Demi Louis (2 września 1741 – 14 lutego 1814), markiz du Luc
- Diane-Adélaïde de Mailly, księżna de Lauraguais (1713–1760)
- Marie-Anne de Mailly, markiza de La Tournelle, księżna de Châteauroux (1717–1744)
- Jeanne Antoinette Poisson, markiza de Pompadour (1721–1764)
- Jeanne Antoinette Bécu, hrabina du Barry (1743–1793)
- Marie-Louise O’Murphy (1737-1815), miał z nią dzieci:
  - Agata Ludwika de Saint-Antoine de Saint-Andre (1754–1774), żona Rene Jeana de La Tour du Pin, markiza de La Charce
- Françoise de Châlus, księżna de Narbonne-Lara (1734-1821), miał z nią dzieci:
  - Filip de Narbonne-Lara (1750-1834), książę de Narbonne-Lara
  - Ludwik de Narbonne-Lara (1755-1813), hrabia de Narbonne-Lara
- Marguerite Catherine Haynault, markiza de Montmélas (1736-1823), miał z nią dzieci:
  - Agnieszka Ludwika de Montreuil (1760-1837), żona Gasparda d’Arod, hrabiego de Montmelas
  - Anna Ludwika de La Reale (1762-1831), żona Gabriela, hrabiego de Geslin
- Lucie Madeleine d’Estaing (1743-1826), miał z nią dzieci:
  - Agnieszka Łucja d’Auguste (1761-1822), żona Karola, markiza de Boysseulh
  - Afrodyta Łucja d’Auguste (1763-1819), żona Ludwika Juliusza, hrabiego de Boysseulh
- Anne Couffier de Romans, baronowa de Meilly-Coulonge (1737-1808), miał z nią dzieci:
  - Ludwik Aimé de Bourbon, l’Abbé de Bourbon (1762–1787), legitymizowany w 1762 r.
- Louise Jeanne Tiercelin de La Colleterie, nazywana Madame de Bonneval (1746–1779), miał z nią dzieci:
  - Benoit Ludwik le Duc, l’Abbé le Duc (1764 – prz. 1837), ksiądz
- Irène du Buisson de Longpré (? –1767), miał z nią dzieci:
  - Julia Maria Franciszka Filleul (1751-1822), żona Abla Franciszka Poisson, markiza de Vandieres, de Marigny i de Menars oraz Franciszka de La Cropte, markiza de Bourzac
- Catherine Éléonore Bénard (1740–1769), miał z nią dzieci:
  - Adelajda Ludwika Franciszka de Saint-Germain (1769-1850), żona Jeana Pierre’a Bachasson, hrabiego de Montalivet
- Marie Thérèse Françoise Boisselet (1731-1800), miał z nią dzieci:
  - Karol Ludwik Klaudiusz Cadet de Gassicourt (23 stycznia 1769 – 21 listopada 1821)
- nieślubne dzieci z nieznanymi metresami:
  - Antoni (1735–1765), hrabia de Horn
  - Emilia Adelajda Filleul (zm. po 1802), żona Alexandre’a, hrabiego de Flahaut de Billarderie oraz Jose de Souza

## Genealogia
| Prapradziadkowie                    | król Francji Ludwik XIII (1601–1643) ∞1615 Anna Habsburg (1601–1666)        | król Hiszpanii Filip IV Habsburg (1605–1665) ∞1615 Elżbieta de France (1602–1644) | elektor Bawarii Maksymilian I Bawarski (1573–1651) ∞1635 Maria Anna Habsburg (1610–1665) | Wiktor Amadeusz I Sabaudzki (1587–1637) ∞1619 Krystyna Maria de France (1606–1663)     | Wiktor Amadeusz I Sabaudzki (1587–1637) ∞1619 Krystyna Maria de France (1606–1663)        | Karol Amadeusz Sabaudzki-Nemours (1624–1652) ∞1643 Elżbieta Burbon-Vendôme (1614–1664)    | król Francji Ludwik XIII (1601–1643) ∞1615 Anna Habsburg (1601–1666)                | król Anglii Karol I Stuart (1600–1649) ∞1625 Henryka Maria de France (1609–1669)    |
| Pradziadkowie                       | król Francji Ludwik XIV (1638–1715) ∞1660 Maria Teresa Habsburg (1638–1683) | król Francji Ludwik XIV (1638–1715) ∞1660 Maria Teresa Habsburg (1638–1683)       | Ferdynand Maria Wittelsbach (1636–1679) ∞1652 Henrietta Adelajda Sabaudzka (1636–1676)   | Ferdynand Maria Wittelsbach (1636–1679) ∞1652 Henrietta Adelajda Sabaudzka (1636–1676) | Karol Emanuel II Sabaudzki (1634–1675) ∞1665 Maria Baptista Sabaudzka-Nemours (1644–1724) | Karol Emanuel II Sabaudzki (1634–1675) ∞1665 Maria Baptista Sabaudzka-Nemours (1644–1724) | Filip Orleański (1640–1701) ∞1661 Henrietta Anna Stuart (1644–1670)                 | Filip Orleański (1640–1701) ∞1661 Henrietta Anna Stuart (1644–1670)                 |
| Dziadkowie                          | Ludwik Wielki Delfin (1661–1711) ∞1680 Maria Anna Bawarska (1660–1690)      | Ludwik Wielki Delfin (1661–1711) ∞1680 Maria Anna Bawarska (1660–1690)            | Ludwik Wielki Delfin (1661–1711) ∞1680 Maria Anna Bawarska (1660–1690)                   | Ludwik Wielki Delfin (1661–1711) ∞1680 Maria Anna Bawarska (1660–1690)                 | Król Sabaudii Wiktor Amadeusz II (1666–1732) ∞1684 Maria Anna Orleańska (1669–1728)       | Król Sabaudii Wiktor Amadeusz II (1666–1732) ∞1684 Maria Anna Orleańska (1669–1728)       | Król Sabaudii Wiktor Amadeusz II (1666–1732) ∞1684 Maria Anna Orleańska (1669–1728) | Król Sabaudii Wiktor Amadeusz II (1666–1732) ∞1684 Maria Anna Orleańska (1669–1728) |
| Rodzice                             | Ludwik Mały Delfin (1682–1712) ∞1696 Maria Adelajda Sabaudzka (1685–1712)   | Ludwik Mały Delfin (1682–1712) ∞1696 Maria Adelajda Sabaudzka (1685–1712)         | Ludwik Mały Delfin (1682–1712) ∞1696 Maria Adelajda Sabaudzka (1685–1712)                | Ludwik Mały Delfin (1682–1712) ∞1696 Maria Adelajda Sabaudzka (1685–1712)              | Ludwik Mały Delfin (1682–1712) ∞1696 Maria Adelajda Sabaudzka (1685–1712)                 | Ludwik Mały Delfin (1682–1712) ∞1696 Maria Adelajda Sabaudzka (1685–1712)                 | Ludwik Mały Delfin (1682–1712) ∞1696 Maria Adelajda Sabaudzka (1685–1712)           | Ludwik Mały Delfin (1682–1712) ∞1696 Maria Adelajda Sabaudzka (1685–1712)           |
| Ludwik XV (1710–1774), król Francji |                                                                             |                                                                                   |                                                                                          |                                                                                        |                                                                                           |                                                                                           |                                                                                     |                                                                                     |